# 殿様ホテル
『殿様ホテル』（とのさまホテル）は、1949年（昭和24年）に製作・公開された日本の長篇劇映画である。映画芸術研究所（藝研）の設立第1回作品である。

## 略歴・概要
1949年（昭和24年）に設立、熊谷久虎を代表に、俳優ブローカーの星野和平、映画監督の倉田文人、森永健次郎、俳優の佐分利信らが取締役に就任して結成された映画芸術研究所（登記上の正式社名は藝研株式会社）の第1回作品として、倉田が「クラタ・フミンド」名義で脚本を執筆し監督した作品である。本作にも出演している原節子、彼女を映画界入りさせるきっかけとなった実兄の会田吉男は、本作で撮影技師としてデビューしている。
『古川ロッパ昭和日記 戦後篇』によれば、倉田の執筆した本脚本は、小国英雄、古川ロッパが東横映画で撮影すべく検討した経緯があるという。
キネマ旬報映画データベースおよび文化庁「日本映画情報システム」の本項によれば、「製作会社:芸研、配給:藝研プロ」と記述されているが、映連データベース （日本映画製作者連盟）、日本映画データベース、および東宝による資料『直営洋画劇場上映作品 1934–1954』によれば、製作は「芸研」、配給は「東宝」とされている。東宝の同資料によれば、公開日は、他のどの資料とも異なり、同年2月22日に日劇で上映されていると記録されている。
2012年（平成24年）4月現在、東京国立近代美術館フィルムセンターには、本作のプリント等は所蔵されていない。

## スタッフ・作品データ
- 製作 : 井上正之
- 監督・脚本 : クラタ・フミンド
- 撮影 : 会田吉男
- 照明 : 石川緑郎
- 美術 : 北川恵笥
- 録音 : 亀山正二、高畠武康
- 音楽 : 飯田信夫

- 上映時間（巻数 / メートル） : 93分（10巻 / 2,542メートル）
- フォーマット : 白黒映画 - スタンダードサイズ（1.37:1） - モノラル録音
- 映倫番号 : 不明[1]
- 製作 : 芸研
- 配給 : 東宝

## キャスト
- 河津清三郎 - 花小路安直
- 真山くみ子 - 朝子
- 藤原釜足 - 早川
- 吉川満子 - やよい
- 清水元 - 来宮
- 河野秋武 - 田子
- 飯田蝶子 - てる
- 初音麗子 - とみ
- 広瀬嘉子 - よし
- 鏑木ハル子 - さだ
- 徳大寺伸 - 三島唯司
- 井川邦子 - 千代
- 小林十九二 - 猫越
- 谷間小百合 - かつ代
- 小杉義男 - 赤沢
- 高野由美 - ひろ子
- 尾上栄二郎 - 大場
- 原節子 - 長岡アキ
- 林寛 - 宇佐美
- 坂田栄三郎 - 司法主任
- 本郷秀雄 - 巡査部長
- 西条悦朗 - 巡査
- 津田光男 - 銀行員
- 高木清彦 - 小店員
- 内海突破 - 酒をのむ客
- 並木一郎 - ねられぬ客